# Helina tuomuerra
Helina tuomuerra este o specie de muște din genul Helina, familia Muscidae, descrisă de Xue în anul 2001.
Este endemică în Xinjiang. Conform Catalogue of Life specia Helina tuomuerra nu are subspecii cunoscute.